# 에리트리톨
에리트리톨(erythritol)은 과일 및 발효식품에 함유되어 있는 천연의 당알코올이다.
포도당을 발효해서 만들어진다.
충치를 일으키지 않는 감미료이면서 칼로리가 거의 없기에 다이어트 감미료로 이용되기도 한다.
자일리톨처럼 치석에 있는 세균들의 결합력을 약화시키므로 치석분해작용을 한다.
물에 용해하는 경우, 질산 암모늄처럼 흡열 반응이 발생한다.
에리트리톨의 정기적인 사용에 의한 부작용은 없다.
다른 당 알코올 감미료에 비해서는 설사를 일으키기 어렵지만, 대량섭취에 의한 설사를 일으킬 수도 있다. 설사 이외에 발암유발 논란이 있었다. 에리스리톨의 단맛은 설탕의 0.7배로 통상 165mml 작은 음료캔에 사용하는 설탕의 양이 20그램이라면 에리스리톨은 30그램이 필요하다.
건강한 사람을 대상으로 한 최신 연구에서 에리스리톨 30그램 섭취 후 혈전증 유발 가능성이 증대됨이 확인되었다

## 같이 보기
- 감미료
- 향신료